# Bloodparade
Bloodparade es una banda de metal gótico de Buenos Aires (Argentina) formada en 2002.

## Historia
El proyecto comienza a principios del año 2002 cuando integrantes de Artes Negras (Hugo Sánchez, Patricio Castelli -ex Absemia- y Ricardo Amend) invitan a Emiliano Telleria (ex Vehementer) a formar parte del proyecto. Gracias a su aporte se amplían las influencias musicales dentro de la banda. Después de probar varios vocalistas, en mayo de 2003 se incorpora Brenda Jezabel Cuesta (ex Sarkastica) como vocalista. Queda así conformada la primera formación de Bloodparade. En octubre del año 2003 se realiza la grabación de un demo promocional independiente titulado a secas ¨Demo¨, que consta de 4 temas y un remix. La banda presenta varios shows en Capital Federal y Gran Buenos Aires, y también llegó a ser soporte de Therion el 26 de agosto de 2004 en el teatro Gran Rivadavia. En octubre del año 2004 entran a los estudios digitales "La Nave de Oseberg" para realizar la grabación de su primer álbum, "Pain Exposed", respaldado por el sello discográfico Icarus Music. Durante la grabación abandonan la banda Hugo Sánchez y Ricardo Amend. Luego del lanzamiento del álbum presentan renovados shows en diferentes puntos de Buenos Aires y el interior del país con Esteban Jones en batería y distintos bajistas sesionistas. La banda se presenta junto a bandas nacionales e internacionales como Therion (2004), After Forever (2005), Paradise Lost (2006), Fear Factory (2006), Amduscia (2006), In Extremo (2007) y Lacrimosa (2007). Posteriormente, dan comienzo a la gira promocional "Take my Blood": En agosto de ese año Bloodparade participa, ya con nuevo baterista, Mariano Miranda, de un tour por el norte argentino presentándose en vivo el día 25/08 en San Salvador de Jujuy y 26/08 en Salta. En octubre de 2007, Brenda, vocalista, viaja a Alemania, dando un tour promocional de Take my Blood. En noviembre la banda presenta oficialmente "Take my Blood" en El Teatrito (Buenos Aires). Luego de los Shows junto a Within Temptation (abril de 2008), a Tristania (mayo de 2008) y el show en Asbury Rock (junio de 2008), Bloodparade prepara varios conciertos para difundir su nuevo trabajo en el mismo año y la presentación oficial en el país de su tercer trabajo "State of Trance", el cual fuera grabado por Emiliano Obregón en Virtual Estudio, Buenos Aires, Argentina.
El 27 de noviembre de 2010 se presentan en Racing Club como banda soporte de Rammstein.
El 13 de marzo de 2011 se anuncia la desvinculación de Emiliano Telleria de la banda mediante un comunicado publicado en el perfil de Facebook de la banda.

## Integrantes
- Brenda Jezabel (Cahnalet, ex Sarkastica, ex KTM, ex RH.Negativo, ex Kontrabando, ex Fuerza Interna, ex Nog@l, ex Días Muertos) – Voz (2003–presente)
- Mariano Miranda (Cahnalet, Lepergod, ex Avernal, ex Manso Jeremías, ex Vector, ex Deimos) – Batería (2006–presente)
- Rodrigo "Thav" Sánchez (Lepergod, ex Inferi, ex Obscured by Shadows, ex Mortuorial Eclipse (en vivo), ex Mastifal (en vivo)) – Guitarra (2012–presente)
- Gonzalo Cejas (Cahnalet, Coral (sesionista), ex Destripador, ex Alma Matter, ex Kenningar) – Bajo (2017–presente)

## Exintegrantes
- Ricardo Amend (Artes Negras, Hermon, Windfall) – Bajo (2002–2004)
- Hugo Sánchez (Artes Negras, Genuflexión, Horda Profana, Opus Sinistra, Windfall, ex Baxaxa, ex Hermon) – Batería (2002–2004)
- Esteban Jones (Prophecy) – Batería (2004–2006)
- Patricio Castelli (ex Artes Negras, ex Absemia) – Guitarra (2002–2015)
- Emiliano Telleria (ex Vehementer, ex Devastación (en vivo)) – Guitarra (2002–2011, 2018–2019)
- Claudio "El Pastor" Filadoro (Buffalo, Manso Jeremías, Vietnam, ex Gallo de Riña, ex Los Natas, ex Vrede, ex Sandiablo) – Bajo (2009–2012)
- Ezequiel "Gonzo" Fernández (Eterna Ansiedad) – Bajo (2013–2017)
- Joaquín Gómez (Avoidthevoid, Cernunnos, Frater, ex Demon's Flesh, ex Tersivel, ex Warknight, ex Ordoxe (en vivo))  – Guitarra (2015–2016)

## Sesionistas en vivo
- Nadia Nadini – Coros (2004–2006, 2010–2013, 2017–presente)
- Verónica Llauger – Coros (2005–2006, 2017)
- Adrián Rena – Bajo (2005)
- Lúcas Puglia – Bajo (2005–2007)
- Fabián Bernard  – Bajo (2007)
- Low Eva – Bajo (2007)
- María Clara Maiztegui – Coros (2007–2009)
- Nicolás Ciancio – Bajo (2007–2008, 2012–2013)
- Maximiliano Iriarte – Guitarra (2010–2011)

## Discografía
- Demo (2003)
- Pain Exposed (2005)
- Take My Blood (EP) (2007)
- State Of Trance (2008)
- Euforia (2014)
- Un Mal Sueño (Sencillo) (2020)

## Videos
- "Nevermore" (Versión en español)
- "The Betrayal Looks At You" (En vivo editado)
- "Exhale Again (Spanish Version)"
- "Exhale Again (English Version)"